# Beveridgeova křivka

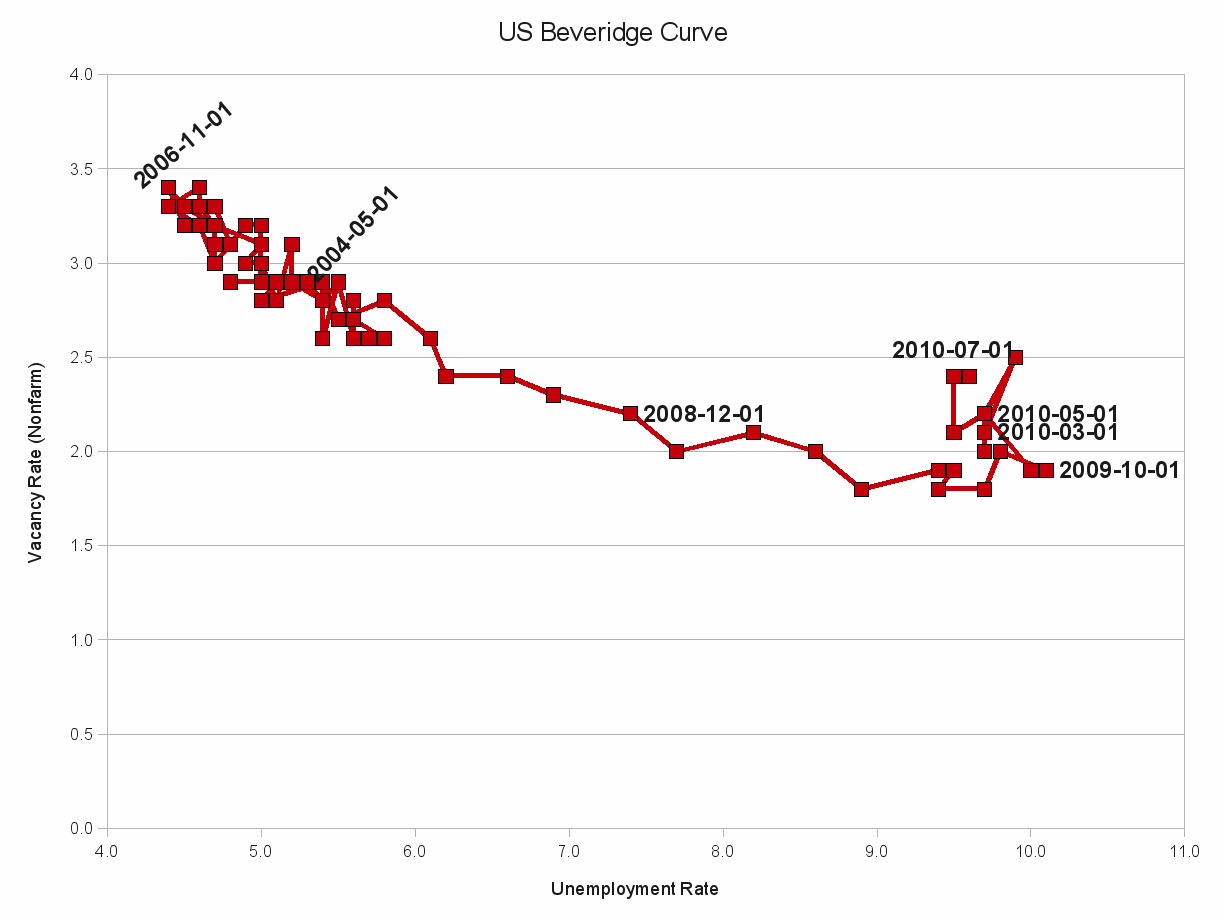
Beveridgeova křivka pro data z United States Bureau of Labor Statistics

Beveridgeova křivka je grafické zobrazení zachycující empiricky zjištěný inverzní vztah mezi počtem volných pracovních míst a mírou nezaměstnanosti při dané ceně práce. Mírou volných pracovních míst je chápán podíl volných pracovních míst na celkovém počtu pracovních míst, které jsou potřebné pro zaměstnání veškeré pracovní síly.  Postavení ekonomiky na křivce pak podává představu o aktuální situaci na trhu práce (například vysoká úroveň volných pracovních míst a nízká míra nezaměstnanosti poukazuje na "těsnost" trhu práce). 

## Vznik
Podobně jako Phillipsova křivka vznikla i Beveridgeova křivka díky empirickému pozorování reálné ekonomiky, a teprve následně byla doplněna ekonomickou teorií. Křivka je pojmenována po William Beveridgeovi, britském ekonomovi, právníkovi, poslanci, vedoucím akademické instituce a zakladateli moderního britského sociálního státu. Ve svém reportu z roku 1944, Beveridge diskutoval vztah mezi poptávkou po pracovní síle, zachycenou počtem volných pracovních míst a mírou nezaměstnanosti. I přesto, že křivku přímo nevykreslil a ani neprezentoval tabulku srovnávající počet pracovních míst a míru nezaměstnanosti, předložil podrobné údaje o těchto proměnných a dokázal, že mezi nimi existuje negativní, tzn. inverzní vztah.

## Tvar křivky
Díky Beveridgeově reportu byla z reakce ekonomiky na hospodářský cyklus odvozena ideální křivka ve tvaru konvexní hyperboly. Při růstu agregátní poptávky (AD) klesala nezaměstnanost pomalejším tempem, než jakým rostla volná pracovní místa. Při poklesu agregátní poptávky naopak klesala nezaměstnanost rychleji, než klesal počet volných pracovních míst v dané ekonomice. Od určitého bodu nezaměstnanost vykazuje klesající citlivost ke změnám agregátní poptávky.
Bylo však zjištěno, že některé body na hypotetické konvexní křivce neleží, což bylo záhy připsáno změně úrovně nepřizpůsobivosti trhu práce. Ta je v dnešní době určena strukturální a frikční nezaměstnaností. Model byl navíc doplněn o linii 45°, která reprezentuje nulovou přebytečnou poptávku. V průsečíku Beveridgeovy křivky a této linie se pak nachází bod, který odpovídá definici plné zaměstnanosti, a ve kterém je nezaměstnanost pouze na úrovni nepřizpůsobivosti ekonomiky. 

## Interpretace Beveridgeovy křivky
Pohyby podél křivky jsou dány cyklickými pohyby ekonomiky (během expanze roste počet volných míst a klesá nezaměstnanost, zatímco při recesi klesá počet volných míst a nezaměstnanost roste). Současně probíhající pohyb obou veličin, tj. volná pracovní místa a nezaměstnanost, poukazuje na kvalitu fungování trhu práce. Pohybují-li se veličiny směrem dolů od počátku os souřadnic, lze říci, že trh práce funguje lépe, než v případě, kdy se veličiny pohybují směrem od počátku os směrem nahoru, a existuje tak více volných míst při vyšší míře nezaměstnanosti. 
Interpretace cyklických a strukturálních pohybů křivky je poměrně složitá, zejména pokud existují pouze krátké časové řady údajů. Sama křivka však zobrazuje především tendence, ke kterým dochází, tudíž i pohyb křivky směrem vzhůru ještě nemusí nutně značit zhoršení efektivnosti trhu práce. Tento pohyb může být totiž způsoben například tím, že využitá data nepředstavují celkový počet volných pracovních míst v ekonomice. 

## Matematické vyjádření
Pohyby kolem Beveridgeovy křivky jsou charakterizovány změnami v míře nezaměstnanosti (φ), která je dána vzorcem:
{\displaystyle \phi ={v_{b}+v_{g} \over u}}